# Annika Bengtsson

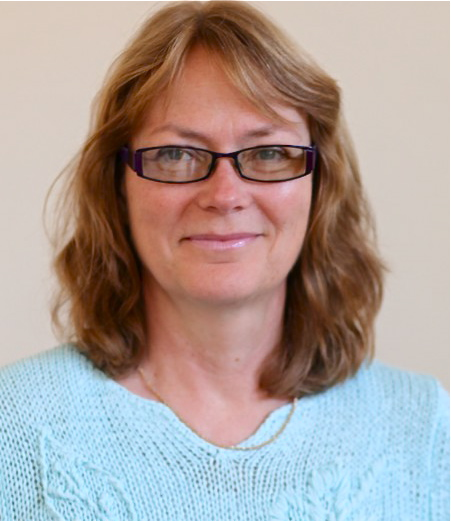
Annika Bengtsson.

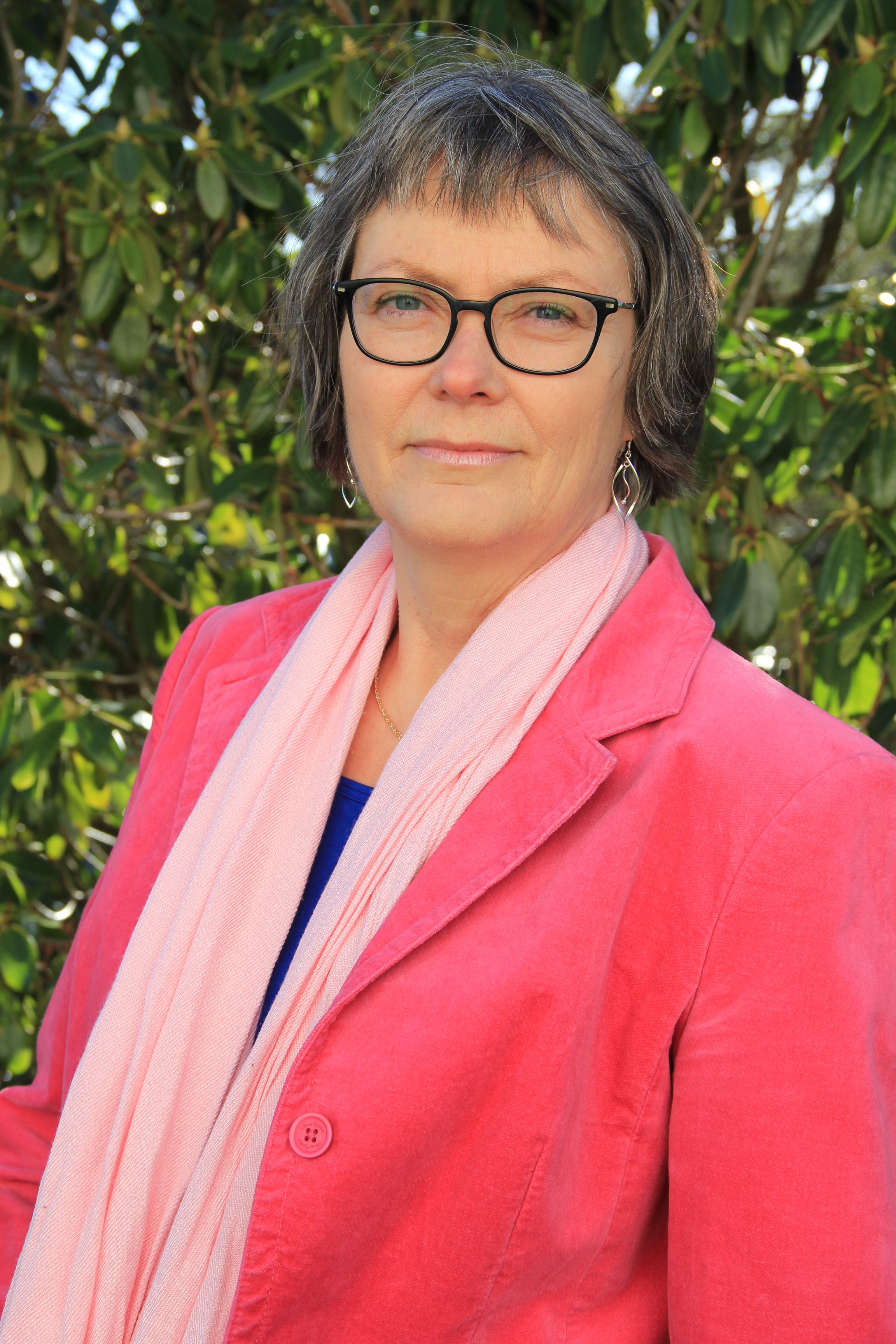

Annika Bengtsson, född 1957, är en svensk författare. Hon arbetade tidigare som redigerare på Hallandsposten. 1984 debuterade hon som författare med ungdomsromanen Och natten är lång och svår. Sedan 2011 driver hon Grim förlag, beläget i Mellbystrand.